# Георги Пражаров
Георги Илиев Тумбев Пражаров е деец на Българската комунистическа партия, кмет на Разлог.

## Биография
Роден е през 1905 година в Мехомия. Брат е на Атанас Пражаров. Баща му е деец на ВМОРО, куриер на Яне Сандански и участник във Войнишкото въстание в 1918 година. През 1921 г. става член на Българския комунистически младежки съюз, а от 1923 година и на БКП. Взема участие в Септемврийското въстание. През 1934 година става член на Околийския комитет на БКП за Разлог. В периода 1941-1944 година е ятак на партизаните. През 1943 година е въдворен в легер. След Деветосептемврийския преврат в 1944 година е кмет на Разлог, а по-късно и директор на предприятие.